# 卡奇鎮區 (阿肯色州格林縣)
卡奇鎮區（英語：Cache Township）是位於美國阿肯色州格林縣的一個行政鎮區。

## 地方資料
卡奇鎮區的面積為62.14平方千米，當中陸地面積為62.01平方千米，而水域面積為0.13平方千米。根據2010年美國人口普查的數據，當地共有人口1184人，而人口密度為每平方千米19.05人。